# Richard Wiedl
Richard Wiedl (* 10. März 1964 in München) ist ein deutscher Sänger.

## Leben
Richard Wiedl wuchs in einer musikalischen Familie auf. Seine Eltern Wilhelm (* 26. Oktober 1940; † 23. Januar 2017) und Irmengard (* 18. Dezember 1934; † 14. Juni 2019) waren bekannte Jodler. Seine Schwester ist die Sängerin Angela Wiedl.
Wiedl lernte mit 6 Jahren Akkordeon. Mit 10 Jahren wurde er Mitglied des Tölzer Knabenchores. Er schaffte es dort bis zum ersten Solosopranisten.
Nach dem Stimmbruch begann er mit dem Tanzen.
Nach dem Abitur studierte er Gesang an der Hochschule für Musik und Theater München und am Richard-Strauss-Konservatorium München. 1985 gewann er den Bundeswettbewerb Gesang Berlin. 1990 war er deutscher Vizemeister im Stepptanz.
Gemeinsam mit seiner Schwester Angela hatte er Auftritte in Volksmusiksendungen wie der Superhitparade der Operette und bei Florian Silbereisen.
2012 erschien sein Album Hauptsache Stolz.